# モンティ・パイソン
モンティ・パイソン（Monty Python）は、イギリスを代表するコメディグループ。グレアム・チャップマン、ジョン・クリーズ、テリー・ギリアム、エリック・アイドル、テリー・ジョーンズ、マイケル・ペイリンの6人で構成される（ただし、ニール・イネスとキャロル・クリーヴランドを「7人目のパイソン」と表現することもある）。明らかにモンティ・パイソンを話題にしている場合、単にパイソンズと言うこともある。
1969年から始まったBBCテレビ番組『空飛ぶモンティ・パイソン』で人気を博し、その後もライブ、映画、アルバム、書籍、舞台劇等で活躍の場を広げ、その爆発的なインパクトはメンバー個人をスターの座に押し上げた。そのスケッチとスケッチの境界線をなくした革新的な構成と完成度の高いスケッチの数々は、アメリカのコメディ番組『サタデー・ナイト・ライブ』をはじめ様々なジャンルのポップ・カルチャーに大きな影響を与え、「コメディ界におけるビートルズ」と表現された。その不条理なスタイルは「Pythonesque」という造語で表され、『オックスフォード英語辞書』にも収録されている。
日本では1976年から、東京12チャンネル（現・テレビ東京）で、金曜日の22時台に『空飛ぶモンティ・パイソン』の吹替版が初放送された。
プログラミング言語であるPythonの名前のもとになった。

## 歴史

### パイソン前
イングランドに生まれたグレアム・チャップマン、ジョン・クリーズ、エリック・アイドル、マイケル・ペイリン、ウェールズに生まれたテリー・ジョーンズの5人は、幼いころに放送していたラジオコメディ番組『ザ・グーン・ショー』の大ファンであった。その徹底したナンセンスさは5人に衝撃を与え、のちのコメディ作りにも大きな影響を及ぼした。
ケンブリッジ大学のコメディーサークル「フットライツ」に同時期に入団していたチャップマンとクリーズ（当時の「フットライツ」には、のちの『ザ・グーディーズ』のメンバーであるティム・ブルック＝テイラーなどその後大成するコメディアンが多数在籍していた）、2人の卒業後に「フットライツ」で活動したアイドル、そしてオックスフォード大学のコメディーサークル「オックスフォード・レビュー」で出会ったジョーンズとペイリンは、それぞれ舞台と台本の執筆に取り組みコメディの作り方を学んだ。その時点ですでにメンバーのほとんどは面識があり、テレビ番組『フロスト・レポート』にはギリアム以外のメンバー全員がクレジットされている。
パイソンズ結成を決定づけたのは、1967年にクリーズとチャップマンが、参加していたTVコメディ『アット・ラスト・ザ・1948ショー（At Last the 1948 Show）』を制作していたときのこと。アイドル、ジョーンズ、ペイリン、アニメーターとしてテリー・ギリアムが参加（加えて、ニール・イネスが所属するボンゾ・ドッグ・バンドも出演）していた子供向けTVコメディ『ドゥ・ノット・アジャスト・ユア・セット（Do Not Adjust Your Set）』が並行して放送されており、クリーズとチャップマンはその番組のファンになった。当時から有名であったクリーズはBBCから新しい番組枠への出演を促されており、他のメンバーに『ドゥ・ノット・アジャスト・ユア・セット』に出演していたペイリンに目をつけた。ペイリンは番組の他のメンバーと参加したいと答えて、6人のメンバーが構成されることとなった。

### パイソンとしての活動

#### 空飛ぶモンティ・パイソン
パイソンズは、自分たちの制作する番組についての明確な方向性を見出していた。彼らの一番革新的だった部分は、当時当たり前のように存在したスケッチのパンチライン（オチ）を排除して、ギリアムの切り絵アニメでつなぐことで、流れるような効果的な番組構成を作ったことにあった。これにより、スケッチ本来のもつ面白さをなくすことなく番組を作り上げることができた。この構成は、BBCでスパイク・ミリガンが作ったカルトコメディ番組『Q5』を参考にしている。
台本の執筆は、基本的にクリーズとチャップマン、ジョーンズとペイリンの2組のコンビと、一人で書くアイドルで構成されていた。彼らは書き上げたスケッチを製作会議で持ち寄って、お互いに読みあい、面白さを判定してスケッチを取捨選択していた。配役も自然に決められていた。そのスケッチの中には、差別的なものなど数々の危険な内容も含まれており、BBCとはたびたびぶつかる結果となった。番組は1969年10月5日から放送が開始された。深夜の放送であるにもかかわらず、番組には特定のファンもつくようになり、『空飛ぶモンティ・パイソン』は結果的に人気番組になった。番組内で演じられた「死んだオウム」、「ナッジ・ナッジ」、「木こりの歌」、「バカ歩き省」、「スペイン宗教裁判」、「スパム」、「チーズ・ショップ」などのスケッチは、現在でも広く知られている。
しかしジョン・クリーズは、第2シリーズの途中から番組の制作に飽きるようになり、第4シリーズにはついに参加しなかった。クリーズは「もはや番組が大量生産のソーセージ・マシンのようになっており、新鮮さが薄れていた」と語った。最終的に、『空飛ぶモンティ・パイソン』は1974年に第4シリーズで終了した。

#### 映画
モンティ・パイソン・アンド・ナウ（1971年）
パイソンズ初の長編映画。テレビシリーズの第1、第2シリーズから選ばれたスケッチを再撮影して公開された。
アメリカ進出のために制作されたが、結果的に成功はしなかった。
モンティ・パイソン・アンド・ホーリー・グレイル（1974年）
初のオリジナル映画。アーサー王伝説をもとに制作された。監督はジョーンズとギリアムの二人であった。
低予算ゆえの努力が随所に認められる。全国で大ヒットし、パイソンズの知名度を上げた。
ライフ・オブ・ブライアン（1979年）
『ホーリー・グレイル』に続いて制作された。監督はジョーンズが担当した。
聖書をパロディ化した内容であったため、あちこちで論争を巻き起こし、公開禁止の地域も多数現れた。
モンティ・パイソン・ライブ・アット・ザ・ハリウッド・ボウル（1982年）
『人生狂騒曲』の準備中にハリウッド・ボウルで公演されたライブの映画化。
人生狂騒曲（1983年）
「人生」を主題にしたオムニバス。監督はジョーンズ。
1989年にチャップマンが死去したため、これがパイソンズとしての最後の仕事となった。

### パイソン後

#### ソロ活動の開始
『空飛ぶモンティ・パイソン』第4シリーズに参加しなかったクリーズは、『フォルティ・タワーズ』を制作。俳優としてマイペースに活動し、ヒットした映画『ワンダとダイヤと優しい奴ら』ではペイリンと共演している。
ペイリンとジョーンズのコンビはテレビコメディシリーズ『リッピング・ヤーン』を制作した後、ジョーンズは監督、ペイリンは俳優の方へと進んでいった。
ギリアムは映画監督の道へ進み、パイソンの全メンバーが登場する『ジャバーウォッキー』で初の単独監督後、『バンデットQ』（クリーズとペイリンが出演）、『未来世紀ブラジル』（ペイリンが出演）、『バロン』（アイドルが出演）などで監督作の出演者にパイソンメンバーを起用している。
アイドルはニール・イネスらとビートルズのパロディ・バンドラトルズを結成する他、俳優としても活動する。

#### ポスト・パイソン作品
結成20周年のベストスケッチを集めたテレビスペシャル『ベスト・オブ・モンティ・パイソン』で6人集まったのを最後にチャップマンが死去し、パイソンズは解散状態になる。結成30周年のイベント『ライブ・アット・アスペン』などでたまに集まることはあるが、また新しく何かを制作する話は出てきては立ち消えになっていたらしい（『ホーリー・グレイル』の続編を作る案など）。ペイリンは「5人だけでも何かはできるかもしれないけれど、グレアムが欠けてるとそれはもうパイソンズとは言えないんだ」と語っていた。
最近の活動には、2002年に行われたジョージ・ハリスンの追悼コンサートである『コンサート・フォー・ジョージ』への参加、アイドルが企画し2005年に初演された、『ホーリー・グレイル』を元にしたミュージカル『スパマロット』、パイソンズが自選したスケッチ集『モンティ・パイソン・パーソナル・ベスト』、2009年にテリー・ジョーンズの息子ビル・ジョーンズが制作した6部構成のドキュメンタリー番組『Monty Python : Almost the Truth (The Lawyer's Cut)』（日本版のDVDタイトルは『モンティ・パイソン・アンソロジー』）、アイドルが企画しロイヤル・アルバート・ホールで公演された40周年記念のコメディオペラ『ノット・ザ・メシア』などがある。
2011年6月には、チャップマンの自伝『A Liar's Autobiography: Volume VI』が映画化されることが発表された。それはチャップマンの回想録を元にしたアニメーション映画で、14のアニメ会社がそれぞれ違うスタイルで1パートずつ制作し、それをつなぎあわせた3D作品になる。アイドルを除く4人のメンバーが声優として制作に携わっており、チャップマン自身が生前に録音した肉声も使用される。2012年内にイギリスで公開された。また、日本でも邦題を『モンティ・パイソン ある嘘つきの物語 グレアム・チャップマン自伝』として公開された。
2012年1月には、ジョーンズの監督するSFコメディ映画『ミラクル・ニール!』において再びアイドルを除くパイソンズの面々が集合することが発表され、のち2014年2月にはアイドルの参加も決まった。パイソンズは素顔の出演ではなく、宇宙人の声を担当した。

#### モンティ・パイソン 復活ライブ！
2013年11月19日、モンティ・パイソンの再結成が正式に発表され、本国イギリスではトップ・ニュースとして報道された。パイソンズは2014年7月1日にロンドンのO2アリーナで一夜限りのライブを行うことを予定したが、チケットが2013年11月25日の発売開始後43.5秒で完売し、新たに7月2日から5日までの4公演を追加した。しかしそのチケットもすぐに完売、さらに7月15日から20日までの公演が追加され、最終的に10回公演となった。最終日の様子はイギリス国内450館、世界1500館の映画館で中継上映された。ライブは『Monty Python Live (Mostly): One Down, Five to Go』と題され、メンバー全員が（チャップマンもあの世から）参加している。ワールドツアーなども検討されたが、メンバーの多忙により断念しており、おそらくこれがパイソンズ最後のライブとなることをペイリンが明かした。また、ライブに合わせ2014年5月にはベスト盤CD『Monty Python Sings』が6曲の新曲を加えて再発された。

#### メンバーの関係の変遷
パイソンズには『空飛ぶモンティ・パイソン』第2シリーズ以降から仲を深めたメンバー間の亀裂が生まれていた。
特にクリーズとジョーンズは度々衝突し、短気なジョーンズはある日クリーズと口論になりタイプライターをクリーズの頭に投げつけ、大出血させてしまったこともあった。しかし近年二人の仲は比較的良好なものになり、互いにツイッターでフォローし合う仲にまでなっている。
一方アイドルは『空飛ぶモンティ・パイソン』の頃から一匹狼として知られ、脚本をほとんど一人で書いていた。一度チャップマンが一緒に書いたことがあるものの、アイドルは自身のアイデアに対する一切の干渉を嫌いたいへんやりづらかったとチャップマンの伝記で言及されている。キャロル・クリーヴランドも後年「他のメンバーは気さくだったがエリックだけは気難しく仕事がやりづらかった」と語っている。このアイドルの性格は解散以降も変わらず、自身が制作に関わった『スパマロット』ではクリーズが神の声役を行っていたが突然役を降板させ自分が代わりに役を担当したことからクリーズが激怒し、収益を独り占めしようとしているとして他のメンバーとの関係も急速に冷え込んでいる。クリーズは3番目の妻との間で取り決められた多額の慰謝料があり、アイドルはクリーズには慰謝料を払うだけのギャラを払ったのだからアンフェアではないと反論している。

## メンバー

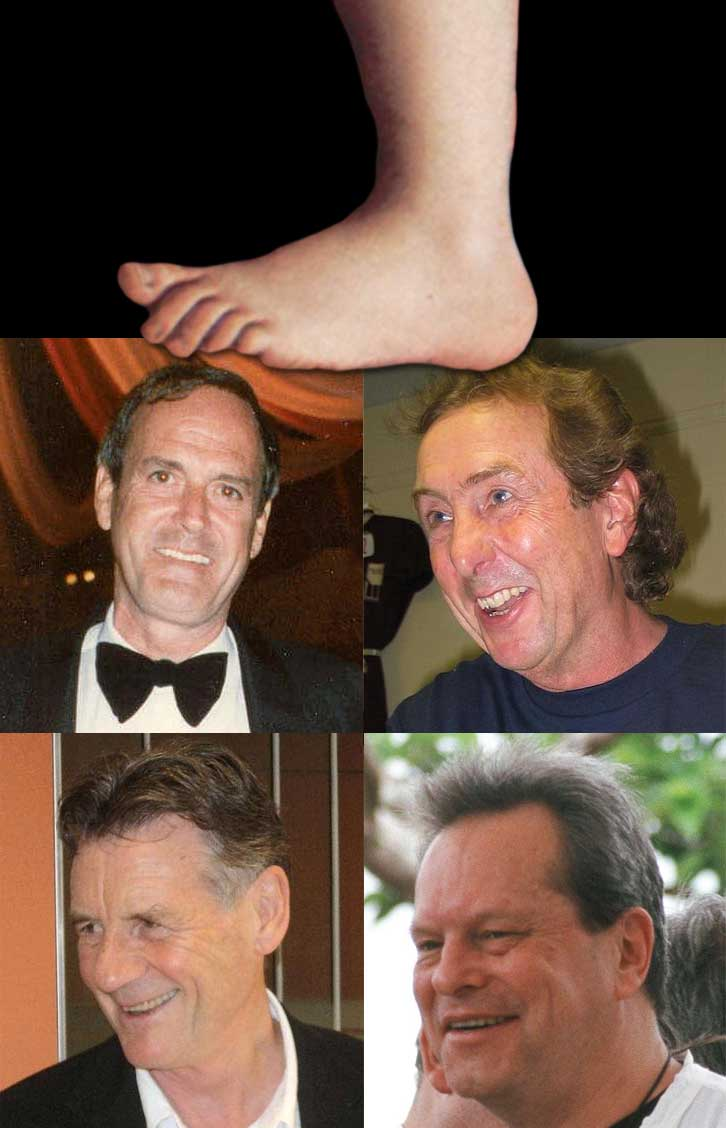
右上から時計回りに、エリック・アイドル、テリー・ギリアム、マイケル・ペイリン、ジョン・クリーズ

テリー・ジョーンズ

グレアム・チャップマン
ケンブリッジ大学医学部卒。大学のコメディーサークル「フットライツ」でクリーズと出会い、コンビを組んでスケッチを書いた。
医師免許保有であり、スプラッターでショックのあるアイデアを好んだ。
警察官や軍人、医者といったなんらかの権力を持つ人物の役を得意とする。映画では、アーサー王役やブライアン役などで主役を張った。ゲイであることをカミングアウトし、ゲイの人権を守る活動家としても活躍した。登山家でもある。一時期重度のアルコール中毒（特にジン）のために撮影に支障を来たす事が多かった。
脊髄ガンで1989年、奇しくも結成20周年の前日に没し、これを機にパイソンズは解散状態となった。
『Live At Aspen』では遺灰で登場（?）したが、テリー・ギリアムにぶちまけられ、しまいには掃除機で吸われてしまった。
ジョン・クリーズ
ケンブリッジ大学卒で、大学卒業後に小学校での教員経験もある。「フットライツ」でチャップマンと出会いコンビを組んだ。
会話中心の、論理性のあるスケッチを好んで執筆した。
弁護士資格を持ち、弁護士、官僚、アナウンサーなどの高圧的な役を多く演じた。ヒトラーのモノマネのような激しい怒りの演技や、正反対に無表情で自虐的な演技を得意とする。196cmと非常に長身。その長身と関節の柔らかさを生かした「バカ歩き」（Silly Walk）は有名。
他のメンバーからは「コントロール・フリークである」と評され、気難し屋でメンバー中もっとも扱いにくい存在であったという。『空飛ぶモンティ・パイソン』の第4シリーズには参加しなかったが、その後の映画には参加した。
テリー・ギリアム
メンバー唯一のアメリカ人であり、オクシデンタル大学卒。美術を学ぶも、もっぱらマンガばかり描いていた。
スケッチ間を繋ぐカットアウト（切り貼り）・アニメーション（俗に「ギリアメーション」と呼ばれる）の製作を担当し、テレビ局で徹夜することもしょっちゅうだったという。本編にはほとんど端役としてのみ出演。
『ホーリー・グレイル』を監督後、演出の道に進み、高名な映画監督となった。
エリック・アイドル
ケンブリッジ大学卒で、「フットライツ」ではプレジデント（代表）をもつとめた。
大学では言語学を学び、言葉遊びやジョークを駆使した短いモノローグ的なスケッチを多く執筆。コンビは組まず、一匹狼であった。
ビートルズも一目置くほどの音楽の才能があり、音楽を盛り込んだスケッチも多かった。自ら作詞、作曲、歌唱を行い、映画でも楽曲を多数発表した。
商才もあり、『スパマロット』のプロデュースやオフィシャルサイト「パイソンライン」の運営もこなす。
テリー・ジョーンズ
オックスフォード大学卒で、コメディーサークル「オックスフォード・レビュー」においてマイケル・ペイリンと出会い、コンビを組む。
ビジュアル系で映画的なスケッチを好んで執筆した。また女装したオバさんキャラクター（ペッパーポット）に特に冴えを見せる。全裸で笑いを取ることを厭わず、  『空飛ぶ～』での「裸のオルガン奏者」や『ライフ・オブ・ブライアン』でもそれは披露されている。
ジョーンズもまたコントロール・フリークであり、意見の違いからクリーズとぶつかり合うことが多かった。メンバーの中では一番情熱的な部分があり、チームの独立性を維持する活動の上で先導的な役割を持っていた。また、番組を自ら編集したり、映画の全作で監督をつとめるなど、演出にもっともこだわっていた。
一方で学究肌であり、 チョーサーや 十字軍に関する学術書は学会で高評価を得ている。
マイケル・ペイリン
オックスフォード大学卒で、「オックスフォード・レビュー」で出会ったジョーンズとコンビを組む。
クリーズには「パイソンズで唯一本物の俳優」と評され、メンバー中最も役柄が多岐にわたっており、様々なキャラクターの演技をこなしている。
温和で明るく、憎めない性格であり、ルックス通りの好人物として知られている。

### 7人目のパイソン
ニール・イネス
- 吹替：田中秀幸（『ホーリー・グレイル』）

1944年、エセックス生まれ。基本的に音楽担当であるが、ジョン・クリーズの代理のスケッチライターとして最終シリーズに参加しており、『7人目のパイソン』と呼ばれている。イギリスのロック・バンド「ボンゾ・ドッグ・ドゥー・ダー・バンド」のリーダー。上述のエリック・アイドルと共にラトルズのメンバーでもある。
キャロル・クリーヴランド
1942年ロンドン生まれ。アメリカ育ち。ニール・イネスと同様『7人目のパイソン』とも呼ばれる。初めは数話分の契約だったが、パイソンズがその演技力を認め、結局全シリーズを通して出演した。番組では女性役でも大抵はパイソンズが演じてしまうのだが特に女性特有のセクシーさなどを前面に出したキャラクターを登場させる時には彼女が起用されている。

### その他の関係者
コニー・ブース
吹替：白石冬美
クリーズの最初の妻。テレビシリーズや『ホーリー・グレイル』に出演。
ダグラス・アダムズ
テレビシリーズの最終シリーズのスケッチ一つをチャップマンと共同執筆し、2回カメオ出演も果たしている。
トム・ハンクス
アメリカの俳優。『コンサート・フォー・ジョージ』で当日限定の特別メンバーとして「木こりの歌」に参加した。
サミュエル・ホームズ
『モンティ・パイソン 復活ライブ!』にて、グレアム・チャップマンの持ち役を数多く引き継いだ。

### 日本語吹き替え
| 収録年 | 作品                                                | グレアム・チャップマン | ジョン・クリーズ  | テリー・ギリアム | エリック・アイドル | テリー・ジョーンズ | マイケル・ペイリン | キャロル・クリーヴランド |
| ------ | --------------------------------------------------- | ---------------------- | ----------------- | ---------------- | ------------------ | ------------------ | ------------------ | ------------------------ |
| 1976年 | 空飛ぶモンティ・パイソン                            | 山田康雄               | 近石真介→納谷悟朗 | 古川登志夫       | 広川太一郎         | 飯塚昭三           | 青野武             | 松金よね子               |
| 1979年 | アンド・ナウ                                        | 山田康雄               | 納谷悟朗          | 古川登志夫       | 広川太一郎         | 飯塚昭三           | 青野武             | 松金よね子               |
| 1979年 | ホーリー・グレイル                                  | 山田康雄               | 納谷悟朗          | 古川登志夫       | 広川太一郎         | 飯塚昭三           | 青野武             | 白石冬美                 |
| 1981年 | ライフ・オブ・ブライアン                            | 山田康雄               | 納谷悟朗          | 古川登志夫       | 広川太一郎         | 飯塚昭三           | 青野武             |                          |
| 1986年 | 空飛ぶモンティ・パイソン ポニーキャニオン版VHSvol.8 | 山田康雄               | 納谷悟朗          | 古川登志夫       | 広川太一郎         | 飯塚昭三           | 青野武             | 小宮和枝                 |
| 1996年 | HOLY GRAIL（ゲーム）                                | 安原義人               | 納谷悟朗          | 古川登志夫       | 広川太一郎         | 飯塚昭三           | 青野武             |                          |
| 2003年 | 人生狂騒曲                                          | 安原義人               | 納谷六朗          | 飛田展男         | 広川太一郎         | 飯塚昭三           | 青野武             |                          |
| 2014年 | ある嘘つきの物語                                    | 多田野曜平             | 大塚芳忠          | 落合弘治         | なし               | 駒谷昌男           | 堀内賢雄           | 森夏姫                   |
| 2016年 | ミラクル・ニール!                                   | なし                   | 楠見尚己          | 落合弘治         | 金光宣明           | 樫井笙人           | 岩崎ひろし         | なし                     |

## その他
- 「シャーロキアン」「ポッタリアン」「ビートルマニア」等と同様、彼らの熱狂的ファンのことは「パイソニア」と呼ばれている。
- イギリスでは、2005年の「コメディアンの中のコメディアン」トップ50を決める世論調査においては、クリーズ（ナンバー2）とアイドル（ナンバー21）とペイリン（ナンバー30）がランクインした。
- 同じ1960年代に活躍し、パイソンズとはよく比較される存在のビートルズとは親交が深く、リンゴ・スターは作品に出演。ジョージ・ハリスンは特にアイドル、ペイリンと親しく、映画に出資した。ジョン・レノンは、死の2日前にインタビューで「もし生まれ変われるのなら、ビートルズではなくモンティ・パイソンのメンバーになった方がある意味では幸せなのかもしれない」とファン振りを告白していた。
- 『サウスパーク』や『ザ・シンプソンズ』はパイソンの影響を受けている部分が多い。
- 2007年4月23日に、スパマロットのキャストとクリエイターの協力で世界最大のココナッツ・オーケストラがトラファルガー広場に集まり、世界記録を作った。
- プログラミング言語「Python」はパイソンの名からとられている。
- 7つの小惑星にパイソンにちなんだ名前が付けられている。9617から9622までにはそれぞれメンバーの名前が、13681には「モンティ・パイソン」の名がつけられている。

- DREAMS COME TRUEのシングルgo for it!の歌詞にモンティ・パイソンが出てくる。

## 主な出演作品

### テレビ

#### テレビシリーズ
- 空飛ぶモンティ・パイソン Monty Python's Flying Circus（1969年 - 1974年）
- 空飛ぶモンティ・パイソン ドイツ版 Monty Python's Fliegender Zirkus（1972年）
- モンティ・パイソン傑作選　パーソナル・ベスト Monty Python's Personal Best（2006年）

#### テレビスペシャル
- ザ・パイソンズ The Pythons BBC Special（1979年）
- ベスト・オブ・モンティ・パイソン Parrot Sketch Not Included - 20 Years of Monty Python（1989年）
- モンティ・パイソン・ライブ・アット・アスペン Monty Python Live at Aspen（1998年）
- パイソン・ナイト Python Night - 30 years of Monty Python（1999年）
- モンティ・パイソン・アンソロジー Monty Python : Almost the Truth (The Lawyer's Cut)（2009年）

### 映画
- モンティ・パイソン・アンド・ナウ And Now for Something Completely Different（1971年）
- モンティ・パイソン・アンド・ホーリー・グレイル Monty Python and the Holy Grail（1975年）
- ライフ・オブ・ブライアン Monty Python's Life of Brian（1979年）
- モンティ・パイソン・ライブ・アット・ザ・ハリウッド・ボウル Monty Python Live at The Hollywood Bowl（1982年）
- 人生狂騒曲 Monty Python's Meaning of Life（1983年）

### 関連映画
- モンティ・パイソン ある嘘つきの物語 グレアム・チャップマン自伝 A Liar's Autobiography: The Untrue Story of Monty Python's Graham Chapman（2012年）
- ミラクル・ニール! Absolutely Anything（2015年）

### 主なライブ・舞台
- Monty Python's First Farewell Tour（1973年）
- Monty Python Live at Drury Lane（1974年）
- Monty Python Live at The City Center（1976年）
- Monty Python live at The Hollywood Bowl（1980年）
- スパマロット Monty Python's Spamalot（ミュージカル、2005年 - ）
- ノット・ザ・メシア Monty Python's Not the Messiah (He's a Very Naughty Boy)（コミック・オラトリオ、2007年 - ）
- モンティ・パイソン 復活ライブ! Monty Python Live (Mostly): One Down, Five to Go（2014年）

### アルバム
- Monty Python's Flying Circus（1970年）
- Another Monty Python Record（1971年）
- Monty Python's Plevious Record（1972年）
- The Monty Python Matching Tie And Handkerchief（1973年）
- Monty Python Live at the Theatre Royal, Drury Lane（1974年）
- The Album of the Soundtrack of the Trailer of Monty Python and the Holy Grail（1975年）
- Monty Python Live at City Center（1976年）
- The Monty Python Instant Record Collection（1977年）
- Monty Python's Life Of Brian（1979年）
- Monty Python's Contractual Obligation Album（1980年）
- Monty Python's The Meaning Of Life（1983年）
- Monty Python's The Final Rip Off（1988年）
- Monty Python Sings（1989年）
- The Monty Python Instant Record Collection, Volume 2（1991年）
- The Ultimate Monty Python Rip Off（1994年）
- The Instant Monty Python CD Collection（1994年）
- Monty Python's Spamalot - Original Broadway Cast（2005年）
- The Hastily Cobbled Togther for a Fast Buck Album（未発表。1981年）

### 書籍
- Monty Python's Big Red Book（1971年）
- The Brand New Monty Python Bok（1973年）
- Monty Python and the Holy Grail (book)（1977年）
- MONTYPYTHONSCRAPBOOK/The Life of Brian（1979年）
- Monty Python's The Meaning of Life（1983年）
- Monty Python's Flying Circus - Just The Words Volume 1（1989年）
- Monty Python's Flying Circus - Just The Words Volume 2（1989年）
- The Complete Monty Python's Flying Circus Volumes 1&2
- The Fairly Incomplete & Rather Badly Illustrated Monty Python Song Book（1994年）
- Michael Palin Diaries 1969-1979
- The Pythons: Autbiography by the Pythons（2005年）
- The Life of Brian/Jesus（2011年）

### ゲーム
- Monty Python's Flying Circus（1991年）（ゲーム機各種用、パソコン用）
- Monty Python's Complete Wast Of Time（1994年）（パソコン用）
- Monty Python And The Quest For The Holy Grail（1996年）（パソコン用（日本語版あり））
- Monty Python's The Meaning Of Life（1997年）（パソコン用（日本語版あり））
- Python-opoly（2007年）（ボードゲーム）
- Monty Python Fluxx（2008年）（ボードゲーム）

## 関連書籍
- 『モンティ・パイソン大全』須田泰成著 洋泉社 1999年1月
- 『モンティ・パイソン・スピークス！』デビット・モーガン著,須田泰成訳　イースト・プレス 2003年8月
- 『モンティ・パイソン正伝』グレアム・チャップマン、ジョン・クリーズ、テリー・ジョーンズ、マイケル・ペイリン、エリック・アイドル、テリー・ギリアム、ボブ・マッケイブ著、奥山晶子訳 白夜書房 2005年10月
- 『モンティ・パイソン研究入門』マーシア・ランディ著,奥山晶子訳　白夜書房 2006年4月
- 『空飛ぶモンティ・パイソン　第①シリーズ』グレアム・チャップマン、ジョン・クリーズ、テリー・ギリアム、エリック・アイドル、テリー・ジョーンズ、マイケル・ペイリン著、須田泰成監修、高野由美訳　イースト・プレス 2008年2月
- 『モンティ・パイソン 関西風味スケッチ集』text by 東野ひろあき,監修 須田泰成 プリズムギフト 2010年10月